# Vásárhelyi-terv

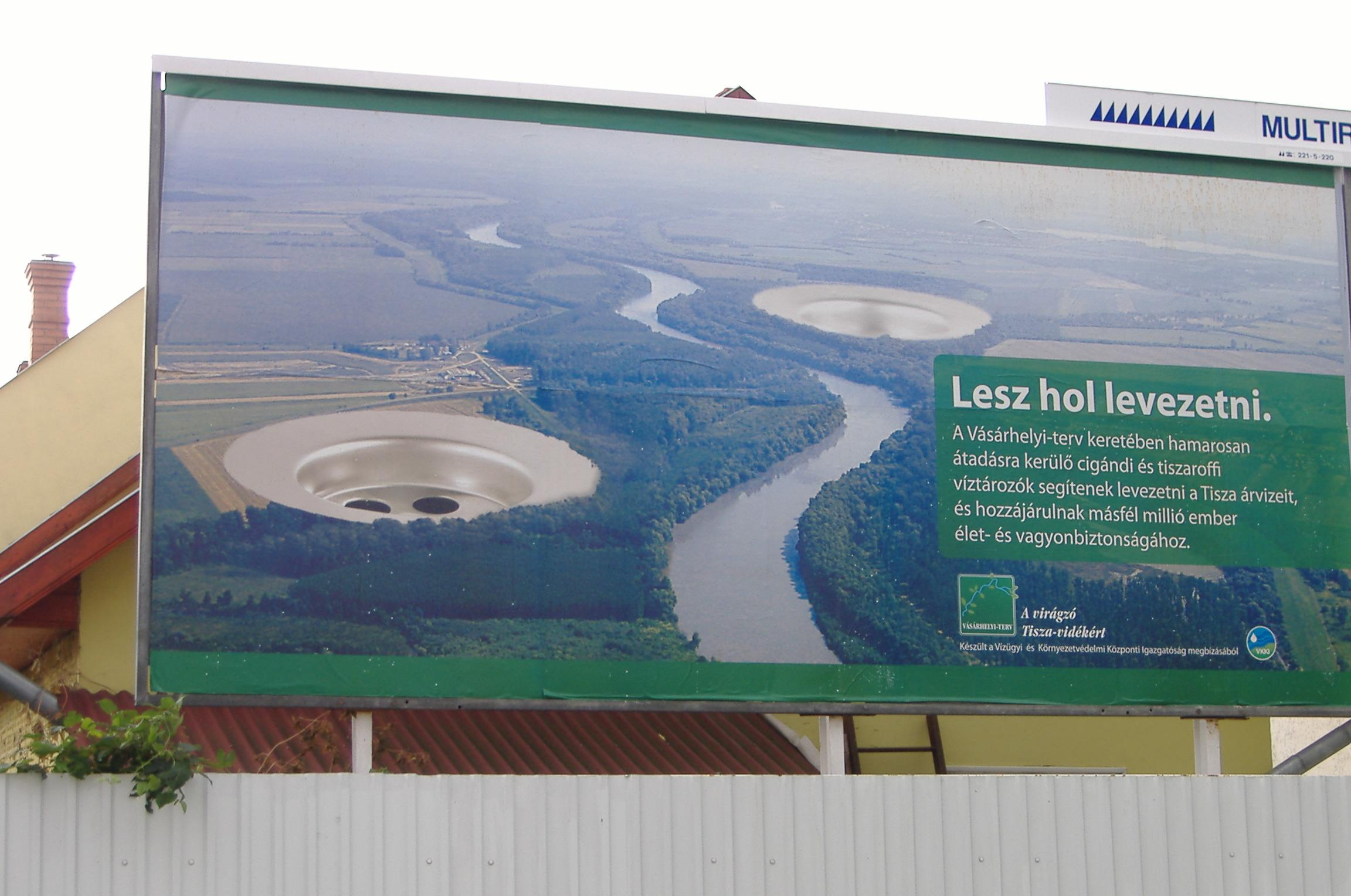
Az Új Vásárhelyi-terv plakátja Makón

A Vásárhelyi-terv egy a Tisza szabályzásáról szóló program, mely nevét Vásárhelyi Pál után kapta, aki Széchenyi mellett sokat tett a Tisza folyó szabályzásáért. Vásárhelyi Pál 1846 áprilisában meghalt, nem érhette meg, hogy a program ténylegesen elkezdődik. A Tisza-szabályozás koncepciója az ő munkája. Vásárhelyi Pál halála után, külföldi szakértő, Pietro Paleocapa velencei építési főigazgató fejezte be a munkát.

## Új Vásárhelyi-terv
A magyar kormány 2003. február 26-i szolnoki kihelyezett ülésén elfogadta a Tisza-völgy árvízi biztonságának növelésére vonatkozó koncepció-tervet. 2004-2007 között valósul meg az első ütem, melynek költsége 130 milliárd Ft. A programban szerepel vidékfejlesztés, tájgazdálkodás, infrastrukturális fejlesztés. Az Új Vásárhelyi-terv javaslatot tesz a Cigánd-Tiszakarádi, Szamos-Kraszna közi, nagykunsági, Hanyi-Tiszasülyi, Tiszaroffi árapasztó tározók, valamint a Nagykörűi tározó első ütemének kivitelezésére, mellyel 60 cm-rel csökkenteni lehet a Tisza esetleges árapadását.

## Külső hivatkozások
- A Vásárhelyi-Terv Továbbfejlesztése - Vízügy.hu
- Paleocapa Pietro: Vélemény a Tiszavölgy rendezésérül. Trattner-Károlyi, Pest. (1846)